# Alchemy Stars
Alchemy Stars (chinesisch 白夜極光), in den Vereinigten Staaten als Alchemy Stars: Aurora Blast veröffentlicht, ist ein Strategie-Rollenspiel für Smartphones. Es wurde vom chinesischen Spieleentwickler Tourdog Studio entwickelt und weltweit am 17. Juni 2021 durch den Publisher Tencent Games veröffentlicht.

## Spielsystem
Der Spieler bildet Teams bestehend aus bis zu fünf Charakteren, die Aurorianer (engl. Aurorians) genannt werden. Diese Charaktere sind jeweils einem der vier Elemente zugeordnet. In einem rundenbasierten Kampfsystem führen die Spieler die Charaktere über Wege eines Elements, indem diese so lange Ketten wie möglich bilden. Je länger eine Kette ist, desto stärker wird der Angriff der aufgestellten Charaktere. Jeder Charakter besitzt zudem eine spezielle Fähigkeit, mit der das Spielfeld beeinflusst werden kann: So kann beispielsweise das Element von einzelnen Feldern des Spielfeldes verändert oder die Teleportation der im Spiel befindlichen Charaktere an beliebige Stellen des Spielfelds wird ermöglicht.
Vor dem ersten Zug bestimmt der Spieler einen Kapitän aus den Mitgliedern des Teams, welcher sichtbar auf dem Spielfeld erscheint. Die übrigen Mitglieder werden nur aktiviert, wenn bestimmte Gegebenheiten erfüllt sind zum Beispiel, wenn die vom Spieler gewählte Route dem Element des Charakters entspricht. Am Ende der Kette setzen die Charaktere eine so genannte Kettenfähigkeit ein, die zusätzlichen Schaden verursacht. Wenn eine Kette mindestens fünfzehn Felder erreicht, wird die sogenannte Aurora Time ausgelöst, eine zusätzliche Runde für den Spieler bei der auch die aktiven Fähigkeiten der Teammitglieder aktiviert werden können.
Außerhalb eines Kampfes ist es möglich mit den freigeschalteten Charakteren zu interagieren, diese zu verstärken und das Camp zu verbessern.
Charaktere können im Verlauf der Handlungsgeschichte oder durch ein Gacha-System freigeschaltet werden. Bei der Veröffentlichung beherbergt das Spiel bis zu 80 Charaktere, die in sechs verschiedenen Fraktionen eingeordnet sind.

## Handlung
Die Handlung von Alchemy Stars spielt in der Welt Astra, die von Caelistitianer und Aurorianer bevölkert wird. 17 Jahre vor der Handlung von Alchemy Stars wird das Volk der Caelestitianer (engl. Caelestites) bei einem Angriff der Eclipsiten (Eclipsites) fast vollständig ausgelöscht. Nur ein Baby überlebt das Massaker, versteckt in einer maschinenartigen Einrichtung, die als Koloss (Colossus) bekannt sind.
Eines Tages findet die Aurorianerin Vice bei einer Patrouille durch Zufall den Koloss, welcher Soroz heißt und den inzwischen 17-jährigen Caelestianer (welcher vom Spieler benannt werden kann) beherbergt. Kurz darauf müssen sie feststellen, dass die Eclipsiten zu einem erneuten Angriff übergegangen sind und planen, auch die anderen Völker vernichten zu wollen. Gemeinsam beschließen der 17-jährige Überlebende des Massakers an seinem Volk und die Aurorianer, die Eclipsiten aufzuhalten. Dabei kommen immer mehr Details aus der Vergangenheit des Überlebenden ans Licht.
Hinzu kommt, dass Schummer, die mit den Eclipsiten kooperiert plant, ihren Koloss Aviduz zu alter Stärke zu führen und die fliegende Stadt Lumopolis zu attackieren.

## Entwicklung
Entwickelt wurde das Spiel vom chinesischen Spiele-Entwickler Tourdog Studio. Tencent Games, bekannt für die Smartphoneversion von PlayerUnknown’s Battlegrounds (PUBG Mobile), zeigte sich für die Veröffentlichung des Spiels verantwortlich. Die Handlungsgeschichte des Spiels wurde von Tadashi Satomi erdacht, welcher die Handlung der ersten beiden Spiele der Persona-Spieleserie geschrieben hat. Alchemy Stars erhielt ein Titellied, welches Byakuya (白夜) heißt. Dieses wurde von der japanischen Sängerin Reol geschrieben und eingesungen. Die Charaktere erhielten allesamt ein Voiceover und wurden von bekannten japanischen Synchronsprechern und Synchronsprecherinnen (Seiyū) gesprochen, darunter Kana Hanazawa und Yuichi Nakamura. Bei der Animation der Charaktere wurde die Live2D-Technologie verwendet.
Das Spiel wurde in englischer, koreanischer und japanischer Sprache veröffentlicht.

## Veröffentlichung und Abschaltung
Das Spiel wurde weltweit am 17. Juni 2021 im Google Play Store und im App Store veröffentlicht. Die Vorregistrierungsphase startete am 13. April 2021 unter anderem für Spieler aus Australien, Europa, Japan und Südkorea. In dieser Vorregistrierungsphase wurde die Marke von einer Million Vorregistrierungen erreicht und sogar überschritten. Drei Wochen vor der Herausgabe des Spiels, wurde die Vorregistrierungsphase für Spieler aus den Vereinigten Staaten eröffnet.
Im Zuge der Veröffentlichung des Spiels arbeitete das Entwicklerteam mit dem US-amerikanischen Anime-Streaminganbieter Crunchyroll an einem Gewinnspiel zusammen, bei der man unter anderem eine einjährige Premiummitgliedschaft bei Crunchyroll gewinnen konnte. Knapp zwei Wochen nach Veröffentlichung des Spiels wurde dieses zwei Millionen Mal heruntergeladen, Mitte Juli waren es zehn Millionen Downloads weltweit.
Am 13. Juni 2023 wurde ein Spieleserver für die Volksrepublik China gestartet. Im November 2024 folgte die Ankündigung, dass der chinesische Server zum 24. Januar 2025 abgeschaltet werde. Infolgedessen wurden die Möglichkeiten, sich als neuer Spieler zu registrieren sowie In-game-Käufe zu tätigen abgeschaltet. Eine Offlineversion des Spiels wurde angekündigt. Einen Monat später wurde auch die Abschaltung des globalen Spieleservers bekannt gegeben. Auch für die globale Version des Spiels wurde die Veröffentlichung einer offline spielbaren Variante angekündigt.